# Put Yourself in My Place
"Put Yourself in My Place" é uma canção da artista musical australiana Kylie Minogue, gravada para seu auto-intitulado quinto álbum de estúdio (1994). A canção foi lançada como segundo single do álbum em 18 de novembro de 1994, pela Deconstruction. A canção foi escrita e produzida por Jimmy Harry.
Comercialmente, a canção não obteve tanto sucesso como seus singles anteriores, apenas conseguindo aparecer nas tabelas da Austrália, Alemanha e Reino Unido. A canção recebeu um vídeo musical que o acompanha, com Minogue entrando em uma nave espacial e despindo-se enquanto flutua. O vídeo recebeu críticas positivas dos críticos de música.
A música tem sido destaque na maioria das turnês de Minogue, sendo estas Intimate and Live Tour, On a Night Like This Tour, KylieFever2002 e por último na Showgirl: The Greatest Hits Tour. Ela também foi cantada no especial televisivo An Audience with Kylie Minogue, em 2001. A música tem sido destaque em muitas das compilações de Minogue.

## Recepção da crítica
"Put Yourself in My Place" recebeu críticas positivas da maioria dos críticos de música. Jason Shawahn do About.com marcou as faixas que foram destaque na compilação Ultimate Kylie da fase Deconstruction "boas". Hunter Felt from PopMatters descreveu como uma canção "trip-hop" e disse que "Kylie vai sair como crível".

## Desempenho nas tabelas musicais
A canção não alcançou o mesmo nível de sucesso como o primeiro single de Kylie Minogue, "Confide in Me". No Reino Unido, "Put Yourself in My Place" estreou no número dezessete no UK Singles Chart em 26 de novembro de 1994, subindo para a décima primeira posição na semana seguinte. No restante da Europa, a faixa não conseguiu aparecer nos gráficos, exceto na Alemanha, onde chegou ao número oitenta e sete. Na Austrália, o single também estreou no número dezessete no ARIA Charts em 11 de dezembro de 1994. Ele passou onze semanas entre as cinquenta colocadas e atingiu um pico de número onze, semelhante ao desempenho no Unido.

### Posições
| Tabela musical (1994)                 | Melhor posição |
| ------------------------------------- | -------------- |
| Austrália (ARIA)                      | 11             |
| Alemanha (German Singles Chart)       | 87             |
| Reino Unido (Official Charts Company) | 11             |

### Tabelas de fim de ano
| Ano  | País                     | Melhor posição |
| ---- | ------------------------ | -------------- |
| 1994 | UK Singles Chart         | 110            |
| 1995 | Australian Singles Chart | 92             |

## Certificações
| País (Empresa)   | Certificação | Vendas  |
| ---------------- | ------------ | ------- |
| Austrália (ARIA) | Ouro         | 35,000^ |